# Велибеков, Бахадур Касум-бек оглы
Бахадур Касум-бек оглы Велибеков (азерб. Bahadır Qasım bəy oğlu Vəlibəyov; 12 января 1894, Чеменли, Елизаветпольская губерния — 12 февраля 1940, Москва) — советский азербайджанский государственный деятель, народный комиссар юстиции Азербайджанской ССР (1922—1926), Генеральный прокурор Азербайджанской ССР.

## Биография
Родился в 1894 году в селении Чеменли Агдамского района. Окончил Бакинскую гимназию. В 1912 году поступил на юридический факультет Киевского Императорского университета святого Владимира.
Бахадур Велибеков содействовал созданию подпольных большевистских организаций, участвовал в свержении власти Азербайджанской Демократической Республики.
Являлся комиссаром милиции Минской губернии. Член Минского облисполкома. В 1919 году — на партийной работе в Батуме, Гяндже, Карабахе.
20 марта 1920 года правительство Азербайджана потребовало разоружения армянского населения Нагорного Карабаха. Однако, это требование было проигнорировано. 
После падения АДР, 12 мая 1920 года одна из частей XI Армии вступила в Шушу.
В начале июня 1920 года турецкий генерал Нури-паша, собрав остатки разгромленных мусаватистских сил, поднял восстание. Он захватил Шушу. Повстанцы решили в первую очередь расправиться с руководящими партийными и советскими работниками. Они арестовали членов Карабахского ревкома Б. Велибекова, Г. Гаджиева, Сулеймана Нури, Г. Ибрагимова, «Красного Моллу» (Дж. Гусейнова).
ЦК АКП(б) и Азербайджанский ревком направили в Карабах Дадаша Буниатзаде и Чингиза Ильдрыма. Под их руководством и с помощью частей Красной Армии антисоветское восстание в Карабахе было подавлено. 12 июня лидеры повстанцев Нури-паша, Дро и Дали Газар бежали. Арестованные члены Карабахского ревкома были освобождены.
После подавления антисоветского восстания Д. Буниатзаде телеграфировал председателю ревкома Азербайджана Нариману Нариманову: «20—21 июня при громадном стечении крестьян Шуши мною был устроен грандиозный митинг… контрреволюционеры все пойманы и отправлены в Баку».
После создания Азербайджанской ССР в уездах Азербайджана были созданы революционные комитеты. Велибеков возглавил революционный комитет Карабаха.
С 1920 по 1937 год — секретарь комитета партии Нахичевани, заместитель Народного комиссара просвещения Азербайджанской ССР, председатель ЦИК Нахичевани, первый секретарь обкома партии.
С 1922 по 1926 год —  Народный комиссар юстиции Азербайджанской ССР.
Генеральный прокурор Азербайджанской ССР (1922—1926, 17.09.1936—1937).
В июле 1937 уволен с поста заместителя директора Азербайджанского филиала АН СССР и исключён из партии. 7 июля арестован по обвинению в «участии в заговоре АН, шпионаже и подготовке терактов». 21 января 1940 года Военная коллегия Верховного Суда СССР вынесла Велибекову смертный приговор. Расстрелян 12 февраля 1940 года.
Жена Велибекова, Хадиджа Велибекова была арестована 11 июня 1940 года как общественно-опасный элемент, и осуждена с отбытием наказания в исправительно-трудовом лагере сроком на 5 лет. Решением ВКВС СССР 7 января 1956 года реабилитирована.
Брат Велибекова, Илдырым Велибеков 16 мая 1940 года арестован, обвинён в контрреволюционной деятельности, приговорён к лишению свободы сроком на 7 лет. Реабилитирован в 1957 году (посмертно).